# Wehringhauser Bach
Der Wehringhauser Bach ist ein Fließgewässer im südlichen Stadtgebiet von Hagen. Zu den Attraktionen im Bachtal zählt ein Wildgehege mit Wildschweinen. Der Bach ist etwa 2,86 km lang, davon sind die letzten 1,2 km verrohrt. Er mündet in die Ennepe.

## Lauf
Der Bach verläuft in einem Tal zwischen Egge (285 m) im Westen sowie Riegerberg (335 m) und Goldberg (266 m) im Osten. Er entspringt auf knapp 300 über dem Meeresspiegel, etwa 300 m östlich des Wohnplatzes Im Deerth und folgt zunächst einer nordöstlichen Richtung, bis er beim Erreichen der ersten Ausläufer des Hagener Stadtteils Wehringhausen eine nördliche und, in diesem Bereich verrohrt, in einem langen Bogen dann leicht nordnordwestliche Fließrichtung einschlägt. Von seinem unterirdischen Verlauf zeugt bis zur Unterquerung der Gleise nordöstlich des Haltepunkts Hagen-Wehringhausen die Bachstraße.